# Центр аудіовізуальних технологій

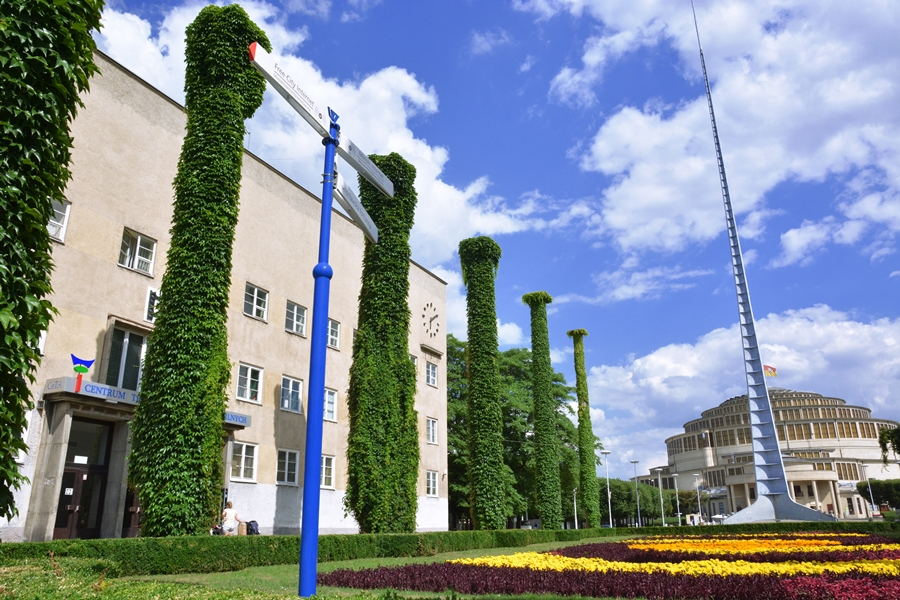
Будівля установи на вулиці Виставовій у Вроцлаві

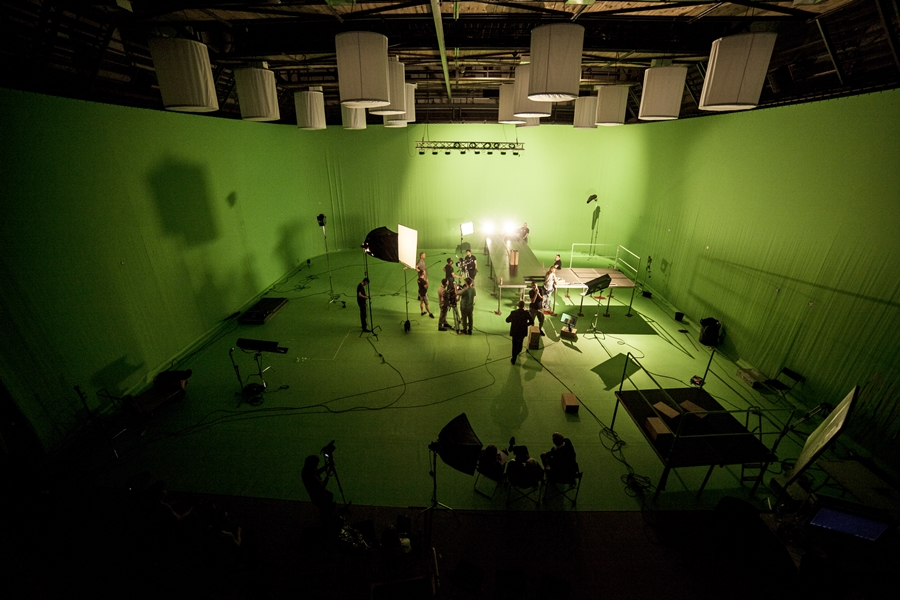
Зйомка фотографій на грінбоксі з використанням спеціальних ефектів

Центр аудіовізуальних технологій (CeTA) (пол. Centrum Technologii Audiowizualnych (CeTA)) — державна культурна установа у Вроцлаві, створена у листопаді 2011 року на основі реорганізованої Студії художніх фільмів у Вроцлаві, яка діяла у 1954–2011 роках. З 1 січня 2024 року установі повернуто історичну назву — Студія художніх фільмів.

## Розташування та інфраструктура
CeTA розташована поруч із павільйоном «Чотири куполи» та Залом сторіччя у Вроцлаві. Комплекс включає дві кіностудії (greenbox і bluebox), кінозал, студію звукозапису, комп’ютерні класи, а також склад костюмів і реквізиту. З 2012 року установу очолює директор доктор Роберт Банасяк.

## Діяльність
CeTA реалізує культурно-освітні та виробничі ініціативи в галузі кіно та нових медіа:
організація курсів, семінарів, стажувань і тренінгів у сфері спеціальних ефектів, постпродакшну та нових технологій;
надання технічної та інфраструктурної підтримки польським і закордонним виробникам фільмів;
розробка і промоція мультимедійних технологій;
організація мистецьких подій та популяризація культури.

## Проєкти
Установа брала участь у створенні таких фільмів:
Долина богів Леха Маєвського (живописна анімація),
З любов’ю до Вінсента Дороти Кобели та Г’ю Велчмана,
Щастя світу Міхала Рози.
CeTA активно підтримує молодих кіномитців — режисерів-дебютантів, авторів анімаційних та документальних фільмів. Установа співпрацює з навчальними закладами, культурними інституціями, неурядовими організаціями та представниками бізнесу як у Польщі, так і за кордоном.